# Ophias albiundalis
Ophias albiundalis är en fjärilsart som beskrevs av Émile Louis Ragonot 1891. Ophias albiundalis ingår i släktet Ophias och familjen mott. Inga underarter finns listade i Catalogue of Life.